# Lasconotus simplex
Lasconotus simplex là một loài bọ cánh cứng trong họ Zopheridae. Loài này được LeConte miêu tả khoa học năm 1866.